# A donzela sem mãos
A donzela sem mãos (em alemão: Das Mädchen ohne Hände) é um conto de fadas alemão compilado pelos Irmãos Grimm. É o conto número 31 (KHM 31). Conta as peripécias de uma menina que, para não ser levada pelo diabo, tem as mãos decepadas, resolve deixar a família e sair mundo afora, acaba casando com um rei, mas um mal-entendido faz com que tenha de fugir de novo. Enquadra-se no Tipos 706 e 930 do Sistema Aarne-Thompson-Uther de classificação de contos folclóricos.

## Origem
A história foi publicada pelos Irmãos Grimm na primeira edição de Kinder- und Hausmärchen em 1812 e revisada no decorrer dos anos, a versão final sendo publicada na 7a edição da obra em 1857. A trama assemelha-se ao conto "La Penta mano-mozza" ("A Penta de mão decepada") da obra Pentamerone do escritor napolitano Giambattista Basile, publicada postumamente em dois volumes por sua irmã em 1634 e 1636.

## História
Um moleiro, em troca da riqueza, sem querer oferece sua filha ao diabo. Após três anos, quando este vem pegá-la, o moleiro decepa as mãos da filha para não precisar entregá-la. Ela resolve sair mundo afora e, morta de fome, auxiliada por um anjo, penetra no jardim real para comer peras. O monarca dá pela falta das frutas, acaba descobrindo a moça e casa-se com ela. Ao partir para a guerra, deixa a esposa grávida e pede que, quando o filho nascer, ele seja informado. Ocorre uma troca de mensagens entre a mãe do rei e o monarca, mas quando o mensageiro pausa para descansar, o diabo aproveita para interceptar as mensagens, trocando-as por outras, dizendo, entre outras coisas, que matem o bebê. A mãe do rei resolve desobedecer à "ordem", e a rainha tem que fugir levando seu filho. O rei parte em busca da esposa vítima dos mal-entendido e, sete anos depois, consegue localizá-la. Por um milagre, suas mãos foram restauradas.